# Bruno Pezzey
Bruno Pezzey (3. února 1955 Lauterach – 31. prosince 1994 Innsbruck) byl rakouský fotbalista, obránce. Byl jedním z nejlepších rakouských obránců v historii. Zemřel na srdeční selhání během hokejového utkání s kamarády. Byl trenérem rakouské fotbalové reprezentace do 21 let. Poslední zápas na pozici trenéra vedl 12. listopadu 1994 proti Portugalsku, kdy rakouští mladíci prohráli 2:0. Stadion v Lauterachu je pojmenován na Pezzeyho počest.

## Fotbalová kariéra
V rakouské bundeslize hrál za FC Vorarlberg a FC Wacker Innsbruck a v německé bundeslize za Eintracht Frankfurt a Werder Brémy. V rakouské lize získal s Innsbruckem čtyřikrát mistrovský titul. Získal rakouský pohár s Innsbruckem v letech 1975, 1978 a 1988 a německý pohár s Eintrachtem Frankfurt v roce 1981. V Poháru mistrů evropských zemí nastoupil ve 12 utkáních, v Poháru vítězů pohárů v 8 utkáních a dal 3 góly a v Poháru UEFA nastoupil ve 30 utkáních a dal 9 gólů. Za reprezentaci Rakouska nastoupil v letech 1975–1990 v 84 utkáních a dal 9 gólů. V reprezentaci debutoval v utkání proti Československu. Byl členem rakouské reprezentace na Mistrovství světa ve fotbale 1978, nastoupil ve všech 6 utkáních a na Mistrovství světa ve fotbale 1982, nastoupil ve všech 5 utkáních a dal 1 gól.

## Ligová bilance
| Ročník                                | Zápasy | Góly | Klub                |
| ------------------------------------- | ------ | ---- | ------------------- |
| Rakouská fotbalová Bundesliga 1973/74 | 28     | 3    | FC Vorarlberg       |
| Rakouská fotbalová Bundesliga 1974/75 | 28     | 3    | FC Wacker Innsbruck |
| Rakouská fotbalová Bundesliga 1975/76 | 35     | 7    | FC Wacker Innsbruck |
| Rakouská fotbalová Bundesliga 1976/77 | 37     | 42   | FC Wacker Innsbruck |
| Rakouská fotbalová Bundesliga 1977/78 | 32     | 5    | FC Wacker Innsbruck |
| Německá fotbalová Bundesliga 1978/79  | 32     | 4    | Eintracht Frankfurt |
| Německá fotbalová Bundesliga 1979/80  | 14     | 3    | Eintracht Frankfurt |
| Německá fotbalová Bundesliga 1980/81  | 31     | 10   | Eintracht Frankfurt |
| Německá fotbalová Bundesliga 1981/82  | 30     | 4    | Eintracht Frankfurt |
| Německá fotbalová Bundesliga 1982/83  | 34     | 6    | Eintracht Frankfurt |
| Německá fotbalová Bundesliga 1983/84  | 33     | 5    | Werder Brémy        |
| Německá fotbalová Bundesliga 1984/85  | 33     | 6    | Werder Brémy        |
| Německá fotbalová Bundesliga 1985/86  | 33     | 6    | Werder Brémy        |
| Německá fotbalová Bundesliga 1986/87  | 15     | 1    | Werder Brémy        |
| Rakouská fotbalová Bundesliga 1987/88 | 26     | 3    | FC Swarovski Tirol  |
| Rakouská fotbalová Bundesliga 1988/89 | 34     | 3    | FC Swarovski Tirol  |
| Rakouská fotbalová Bundesliga 1989/90 | 26     | 0    | FC Swarovski Tirol  |
| CELKEM 1. liga                        | 498    | '73  |                     |